# Loli (distrito)
Loli, historicamente também conhecido como Lauli, é um distrito da Regência de Sumba Ocidental, província de Sonda Oriental, Indonésia. O distrito é composto por nove vilas rurais (desa) e cinco vilas urbanas (kelurahan) e tem sua sede na vila de Doka Kaka. O distrito tem uma área total de 132,36 quilômetros quadrados e tinha uma população de 41 610 em meados de 2022. A aldeia mais populosa do distrito é Soba Wawi, que tinha uma população de 6 092 pessoas em 2020, enquanto a aldeia mais densamente povoada era Wee Karou, com uma densidade de 731,67 habitantes por quilômetro quadrado. O distrito é o local de Gollu Potto, uma estátua de Jesus que é um dos principais marcos da própria regência e o maior da ilha de Sumba.

## História

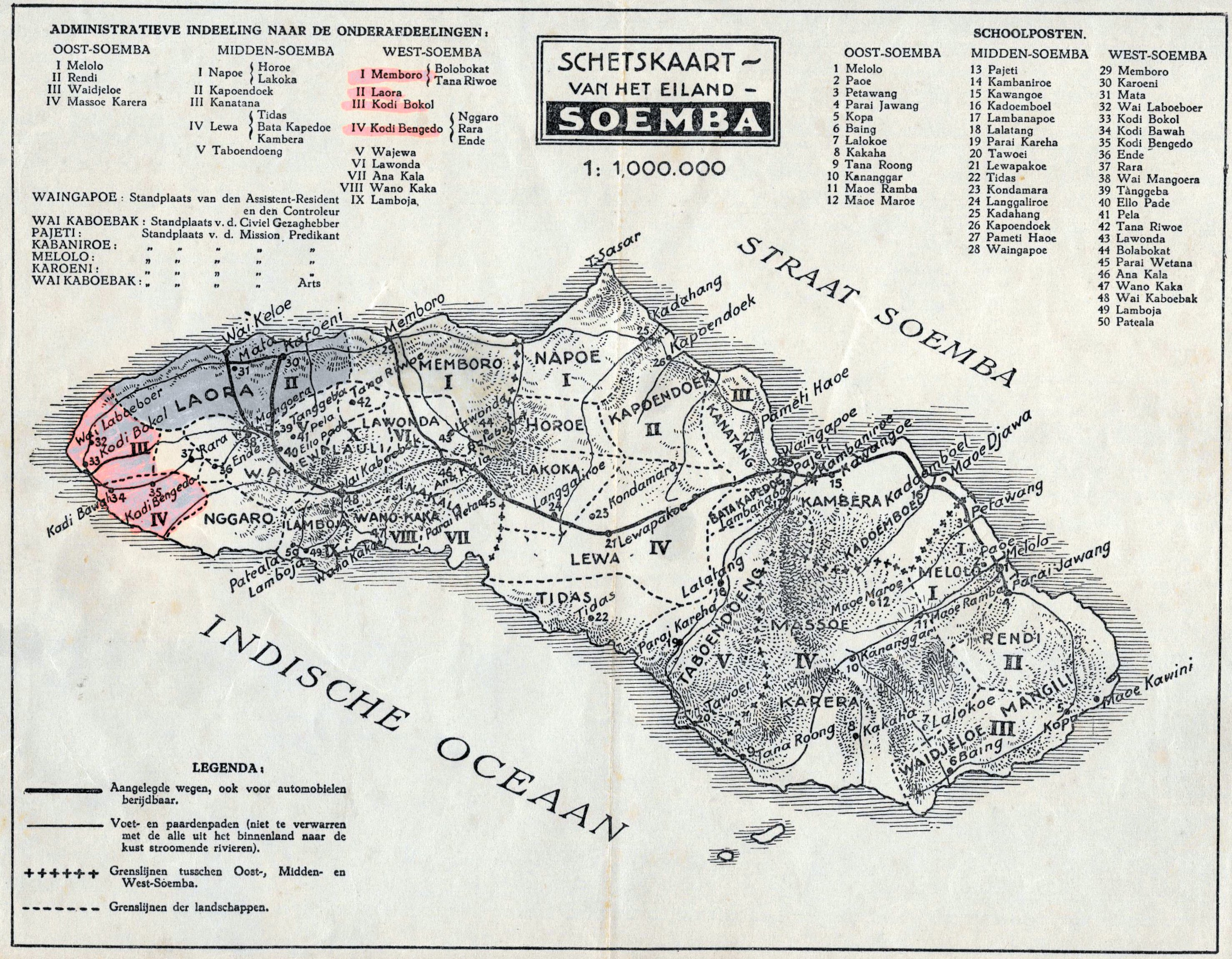
Mapa histórico de Sumba de 1925, com a área denominada "Lauli" correspondendo aproximadamente ao distrito moderno

O distrito tem o mesmo nome que o clã Loli, que reside na cidade de Waikabubak (atualmente um distrito separado) e nas zonas rurais de Loli. Historicamente, também era escrito como Lauli, um termo que se aplicava à área.
Nos tempos pré-coloniais, os kabihu eram grupos autônomos sem um governo central, que mantinham relações entre si por meio de casamentos e de resolução ritualizada de conflitos. A interrupção desses rituais, juntamente com a corrupção, foi citada como uma causa provável para a "Quinta-feira Sangrenta" (kamis berdarah), uma batalha travada em Waikabubak e arredores entre membros dos clãs Loli e Wewewa em 5 de novembro de 1998, logo após a queda de Suharto. Esse evento envolveu vários milhares de pessoas e resultou oficialmente na destruição de 891 casas e 26 mortes, embora se estime que o número de vítimas tenha sido muito maior. Anos mais tarde, durante as eleições para regente em junho de 2005, os candidatos dos grupos Loli e Wewewe participaram pacificamente, o que foi chamado de "símbolo público de reconciliação".

## Cultura
A língua sumbanesa, uma língua local falada na região, tem um dialeto chamado lolinese no distrito. Pode ser combinado com palavras de outros dialetos (por exemplo, anakalangu) para formar um registro especial chamado "palavras ancestrais" (li marapu), sendo usado durante rituais como casamento, orações e funerais.
O distrito em 2021 ainda tinha um grande número de casas tradicionais, com casas ancestrais de clãs construídas no topo das colinas, para fins defensivos.
As cidades e vilas ao redor de Doka Kaka são habitadas pelo povo We'e Bangga. Conforme histórias populares locais, a criação dos humanos na região foi iniciada pela mistura do suor do céu e da própria terra. Atrás do lugar do sol e da lua, acreditava-se que havia um item em forma de garrafa chamado Gori Dappa Dada e, debaixo da terra, havia outro item em forma de prato chamado Piega Dappa. Da garrafa, caíram duas gotas de suor no prato, de onde emergiram humanos, tanto homens quanto mulheres.
Os habitantes das aldeias do distrito, embora nominalmente adiram a outras religiões, como o cristianismo e o islamismo, também seguem tradições da religião Marapu. Este “sistema de práticas e crenças” tem traços de consulta aos antepassados e de animismo. Segundo a tradição Marapu, cada aldeia tem a obrigação de realizar uma cerimônia Wulla Poddu todos os anos.
As aldeias são tradicionalmente divididas em kampungs menores, chamados poddu, e as principais relações sociais dos moradores ainda são influenciadas por um sistema de clã tradicional chamado kabisu. O sistema kabisu organiza as relações entre as pessoas baseado no local de nascimento, onde todos da mesma aldeia são considerados essencialmente descendentes de um único ancestral. Entretanto, devido à urbanização e à migração interna da população do distrito, algumas pessoas acabaram por se estabelecer em outras aldeias, mas ainda mantendo uma forte identidade dos seus kabisu originais.

## Divisão administrativa
Loli tem nove vilas rurais e cinco vilas urbanas. Eles estão listados abaixo com suas respectivas populações em 2020.
- Dede Kadu (4200)
- Wee Karou (4990)
- Soba Wawi (6092)
- Ubu Pede (2803)
- Bera Dolu (3383)
- Doka Kaká (2226)
- Tana Rara (1302)
- Bali Ledo (1143)
- Loda Pare (2015)
- Wee Dabo (2878)
- Dira Tana (4036)
- Ubu Raya (1975)
- Tema Tana (931)
- Manola (958)